# Nicolás Massú
Nicolás Massú (n. 10 octombrie 1979, Viña del Mar, Chile) este un jucător profesionist chilian de tenis, dublu medaliat cu aur la Olimpiada de la Atena, în turneul olimpic de dublu avându-l ca partener pe Fernando Gonzalez.